# Tesárske Mlyňany
Tesárske Mlyňany é um município da Eslováquia, situado no distrito de Zlaté Moravce, na região de Nitra. Tem 18,01 km² de área e sua população em 2018 foi estimada em 1.762 habitantes.

## Demografia
| Ano:        | 1994 | 2004   | 2014   | 2024   |
| ----------- | ---- | ------ | ------ | ------ |
| Broj ljudi: | 1689 | 1652   | 1787   | 1798   |
| Razlika:    |      | -2,19% | +8,17% | +0,61% |

| Ano:               | 2023 | 2024   |
| ------------------ | ---- | ------ |
| Número de pessoas: | 1796 | 1798   |
| Diferença:         |      | +0,11% |